# 八坂神社 (徳島県上板町)
八坂神社（やさかじんじゃ）は、徳島県板野郡上板町にある神社である。

## 歴史
825年（天長2年）に創建。元々は一国一社滝宮牛頭天王と称し、西分村真言宗金光寺住職が別当として管理してきた。
徳島藩主・蜂須賀家と関係が深く、1681年（延宝9年）に社殿改築の際には、御紋付幕や提灯、その他が寄付されている。1843年（天保14年）に火災で社殿、拝殿などすべて焼失し、1846年（弘化3年）に社殿が再建される。1870年（明治3年）に神仏分離に際し、八坂神社と改称された。
牛頭の守護神とされ、1789年（寛政元年）に願主安芸喜平の斡旋によって、神社前に馬場が造営された。それ以来、滝ノ宮の競馬は阿波国内の有名行事の一つとして有名になったが、1868年（明治元年）に撫養街道の交通妨害を理由に廃止された。
また八坂神社の馬場では「打毬」（だきゅう）という乗馬の競技者が「さじ」という用具で毬をすくい上げて、所定の場所に投入する競技が昭和の初期まで行われていた。

## 祭神
- 素戔嗚尊

## 交通
- JR「石井駅」より車で約15分。
- 高松自動車道「板野インターチェンジ」より車で約10分。